# محمدصالح احمدوند
محمد صالح احمدوند فرزند علی نجف (متولد ۱۳۳۳ در ملایر) نماینده دوره دوم مجلس شورای اسلامی از حوزه انتخابیه ملایر بود.
تعداد آراء کسب شده توسط وی ۵۷٬۴۱۱ که ۵۸٫۹۰ درصد کل آراء ماخوذه بود.